# Satyrus grumi
Satyrus grumi är en fjärilsart som beskrevs av Andrej Nikolajewitsch Avinoff och Sweadner 1951. Satyrus grumi ingår i släktet Satyrus och familjen praktfjärilar. Inga underarter finns listade.